# Cherier
Cherier é uma comuna francesa na região administrativa de Auvérnia-Ródano-Alpes, no departamento de Loire. Estende-se por uma área de 28,11 km². Em 2010 a comuna tinha 578 habitantes (densidade: 20,6 hab./km²).